# Isòvol
Isòvol (em catalão e oficialmente) ou Isóbol (em castelhano) é um município da Espanha na comarca da Baixa Cerdanha, província de Girona, comunidade autónoma da Catalunha. Tem 10,74 km² de área e em 2021 tinha 314 habitantes (densidade: 29,2 hab./km²).

## Demografia
| Variação demográfica do município entre 1991 e 2004 | Variação demográfica do município entre 1991 e 2004 | Variação demográfica do município entre 1991 e 2004 | Variação demográfica do município entre 1991 e 2004 |
| --------------------------------------------------- | --------------------------------------------------- | --------------------------------------------------- | --------------------------------------------------- |
| 1991                                                | 1996                                                | 2001                                                | 2004                                                |
| 175                                                 | 189                                                 | 189                                                 | 202                                                 |